# Synandromyces amarygmae
Synandromyces amarygmae är en svampart som beskrevs av Thaxt. 1931. Synandromyces amarygmae ingår i släktet Synandromyces och familjen Laboulbeniaceae.   Inga underarter finns listade i Catalogue of Life.